# Cephalocyclus ordonezi
Cephalocyclus ordonezi är en skalbaggsart som beskrevs av Dellacasa, Dellacasa och Gordon 2007. Cephalocyclus ordonezi ingår i släktet Cephalocyclus och familjen Aphodiidae. Inga underarter finns listade.